# Onitis pinheyi
Onitis pinheyi är en skalbaggsart som beskrevs av Ferreira 1977. Onitis pinheyi ingår i släktet Onitis och familjen bladhorningar. Inga underarter finns listade i Catalogue of Life.